# Polskie trałowce rzeczne
Polskie trałowce rzeczne
Przed II wojną światową polska Marynarka Wojenna posiadała w składzie Flotylli Rzecznej Marynarki Wojennej 7 trałowców rzecznych. Dzieliły się one na dwa typy, wszystkie były skonstruowane i zbudowane w Polsce, w Warsztatach Portowych Marynarki Wojennej w Pińsku. Po wojnie klasyfikowano w ten sposób kutry trałowe typu TR-41.

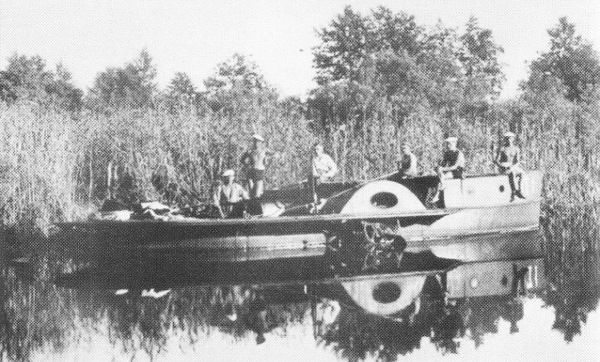
Trałowiec rzeczny typu T1

## Trałowce T 4 – T 7
Starszy typ stanowiły zbudowane w latach 1927–1930 rzeczne trałowce bocznokołowe, które weszły do służby pod oznaczeniami: T 1 – T 5. W 1929 roku jednakże T 5 został wycofany ze służby na skutek wad konstrukcji. W 1936, w związku z wejściem do służby nowych trałowców, trałowce T 1, T 2 i T 3 przemianowano na T 5, T 6 i T 7, tak więc w 1939 roku nosiły one numery T 4, T 5, T 6 i T 7.
Po wybuchu II wojny światowej, we wrześniu 1939, trałowce te działały na Pinie. Po agresji wojsk radzieckich na polskie ziemie wschodnie, razem z innymi jednostkami flotylli rozpoczęły odwrót w celu próby przedarcia się do Brześcia. T 5 został samozatopiony przez załogę 20 września 1939 na jeziorze Horodyszcze, a następnie ostatecznie zniszczony przez radzieckie czołgi. Z powodu zablokowania Kanału Królewskiego, trałowce T 4, T 6 i T 7 zostały 21 września 1939 samozatopione przez załogi w rejonie Kuźliczyna (razem m.in. z monitorem rzecznym ORP „Kraków”).
Trałowce T 4, T 6 i T 7 zostały następnie pod koniec września 1939 podniesione przez Rosjan i po remoncie w Pińsku wcielone 24 października 1939 do radzieckiej Flotylli Dnieprzańskiej, a od 17 lipca 1940 – Flotylli Pińskiej, pod oznaczeniami: No. 3 (dawny T 4), No. 4 (T 6) i No. 5 (T 7). Po ataku Niemiec na ZSRR walczyły na Dnieprze w okresie lipiec-wrzesień 1941 i zostały zatopione pomiędzy 1 a 18 września w rejonie Kijowa
Dane techniczne:
- wyporność: 4,8 ton
- wymiary: długość – 9 m, szerokość – 2,20 m (3,80 z tamborami), zanurzenie – 0,25 m
- napęd: silnik benzynowy Praha, 4 cylindrowy, moc 20 KM, boczne koła łopatkowe
- prędkość: 10 km/h
- załoga: 5
- uzbrojenie: 1 karabin maszynowy Hotchkiss wz.25 kaliber 7,92 mm (demontowalny)
- wyposażenie: trał kontaktowy Szulca, hak holowniczy

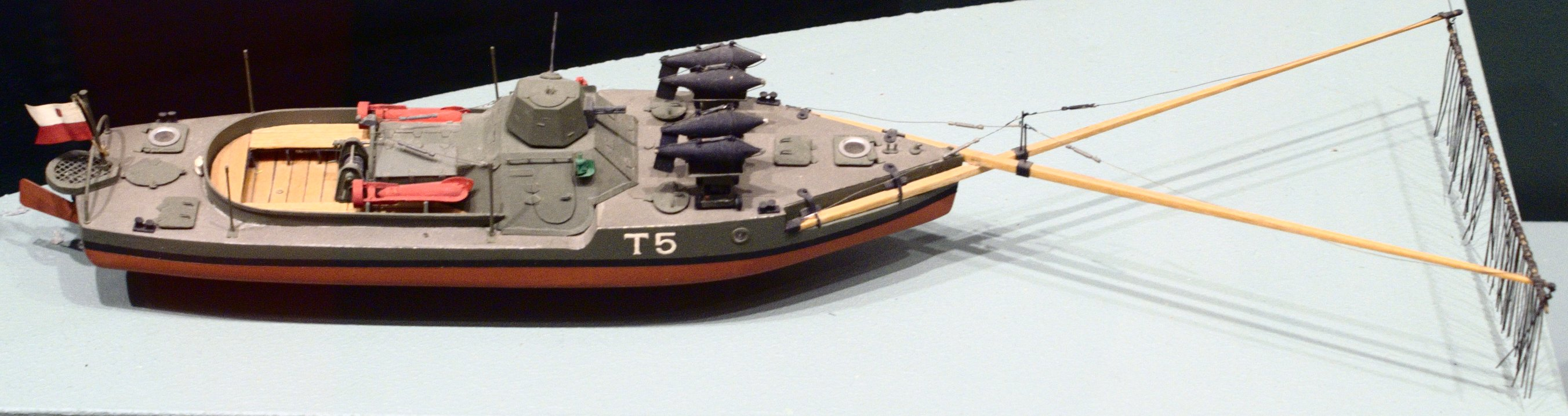
Model trałowca pancernego serii T 1 – T 3 (z wieżyczką typu Ursus)

## Trałowce opancerzone T 1 – T 3
Nowszy typ stanowiły rzeczne trałowce opancerzone T 1, T 2 i T 3, które weszły do służby w latach 1935–1936. Początkowo nosiły oznaczenia T 5 – T 7, lecz krótko po wejściu do służby w 1936 zostały one zmienione na ostateczne T 1, T 2 i T 3. Trałowce te były znacznie nowocześniejsze od poprzedniego typu, w odróżnieniu od niego miały lekko opancerzoną nadbudówkę, z nieruchomą wieżyczką obserwacyjną. Wbrew wersji utrwalonej w publikacjach, oryginalne plany jednostek wskazują, że nie posiadały wieżyczki obrotowej typu „Ursus” uzbrojonej w działko półautomatyczne kaliber 37 mm Puteaux wz.18 i karabin maszynowy. Mogły zabierać 4 miny rzeczne typu Rybka.
Podczas Kampanii Wrześniowej 1939, trałowce te operowały na rzece Strumień. Wobec niemożności wycofania się na zachód po wkroczeniu wojsk radzieckich na ziemie polskie, trałowce T 1 i T 3 zostały 20 września 1939 wysadzone w powietrze przez załogi na rzece Strumień, a T 2 samozatopiony na jeziorze Horodyszcze.
Dane techniczne
- wyporność: 10,2 t
- wymiary: długość – 11,2 m (maksymalna z trałem – 18,5 m), szerokość – 2,8 m, zanurzenie – 0,4 m
- napęd: silnik wysokoprężny o mocy 48 KM, 1 śruba
- prędkość: 12 km/h
- załoga: 5
- uzbrojenie: prawdopodobnie brak stałego[2], 4 miny rzeczne typu Rybka.
- wyposażenie: trał kontaktowy, hak holowniczy

## Powojenne trałowce rzeczne
Jako trałowce rzeczne były także oznaczone powojenne kutry trałowe typu TR-41, znane też jako projekt 151 (skrót TR pochodził od: trałowiec rzeczny). 7 jednostek tego typu weszło do polskiej służby w latach 1954–1956 (numery: TR-41 – TR-47). Pomimo klasyfikacji jako trałowce rzeczne, były to w rzeczywistości kutry trałowe i nie były one używane na rzekach, ale na wodach przybrzeżnych.